# Спитково
Спитково (пол. Spytkowo, нім. Spirgsten) — село в Польщі, у гміні Ґіжицько Гіжицького повіту Вармінсько-Мазурського воєводства.
Населення — 339 осіб (2011).
У 1975-1998 роках село належало до Сувальського воєводства.

## Демографія
Демографічна структура станом на 31 березня 2011 року:
|          | Загалом | Допрацездатний вік | Працездатний вік | Постпрацездатний вік |
| -------- | ------- | ------------------ | ---------------- | -------------------- |
| Чоловіки | 169     | 35                 | 125              | 9                    |
| Жінки    | 170     | 39                 | 102              | 29                   |
| Разом    | 339     | 74                 | 227              | 38                   |